# Łubianki Wyższe (gmina)
Łubianki Wyższe – dawna gmina wiejska w powiecie zbaraskim województwa tarnopolskiego II Rzeczypospolitej. Siedzibą gminy były Łubianki Wyższe.
Gminę utworzono 1 sierpnia 1934 r. w ramach reformy na podstawie ustawy scaleniowej z dotychczasowych gmin wiejskich: Czahary Zbaraskie, Dobromirka, Hrycowce, Kretowce, Łubianki Niższe, Łubianki Wyższe i Nowy Rogowiec.
Pod okupacją zniesiona i przekształcona m.in. w gminę Roznoszyńce.